# Юган Паш
Юган Паш (швед. Johan Pasch; 12 березня 1706, Стокгольм — 16 січня 1769, там же) — шведський художник.

## Біографія
Представник сімейства відомих шведських художників. Молодший брат портретиста Лоренца Паша Старшого (1702-1766). Дядько членів Шведської королівської академії вільних мистецтв Лоренца Паша Молодшого (1733-1802) і Ульріки Паш (1735-1796).
Навчався в шведській академії живопису, потім у Голландії та в Парижі, після повернення на батьківщину працював декоратором королівських замків. Викладав в Академії мистецтв Швеції.
З 1748 року був придворним художником, з 1758 — управителем двору.

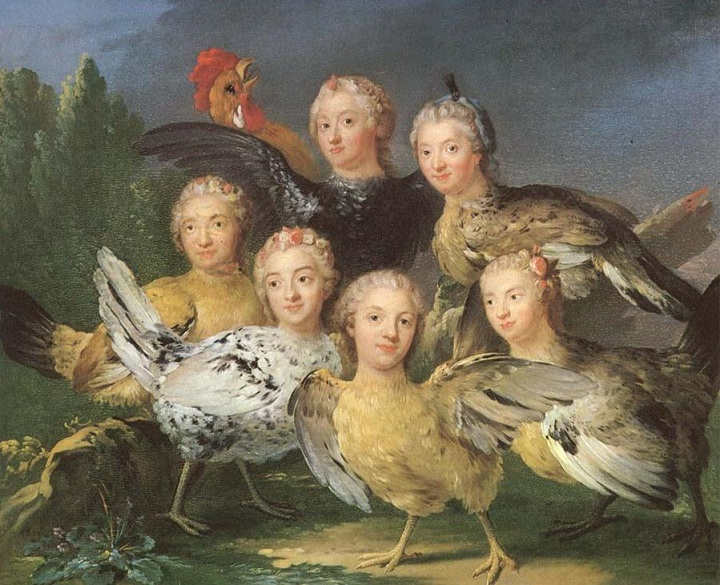
Hönstavlan (1747)

На відміну від свого брата-портретиста, був відомим художником-декоратором. Темою його творчості, в основному, були алегоричні роботи, що зображують чотири сезони року або чотири континенти, характерні для французького рококо. Також автор кількох портретів.
Найбільш відома картина художника — «Мальовничі кури» («Hönstavlan», 1747), на якій зображені придворні дами з тілами домашніх птахів.
Роботи Югана Паша представлені нині у Шведській національній портретній галереї в Гріпсгольмському замку.